# Viola acuminata
Viola acuminata là một loài thực vật có hoa trong họ Hoa tím. Loài này được Ledeb. miêu tả khoa học đầu tiên năm 1842.

## Hình ảnh

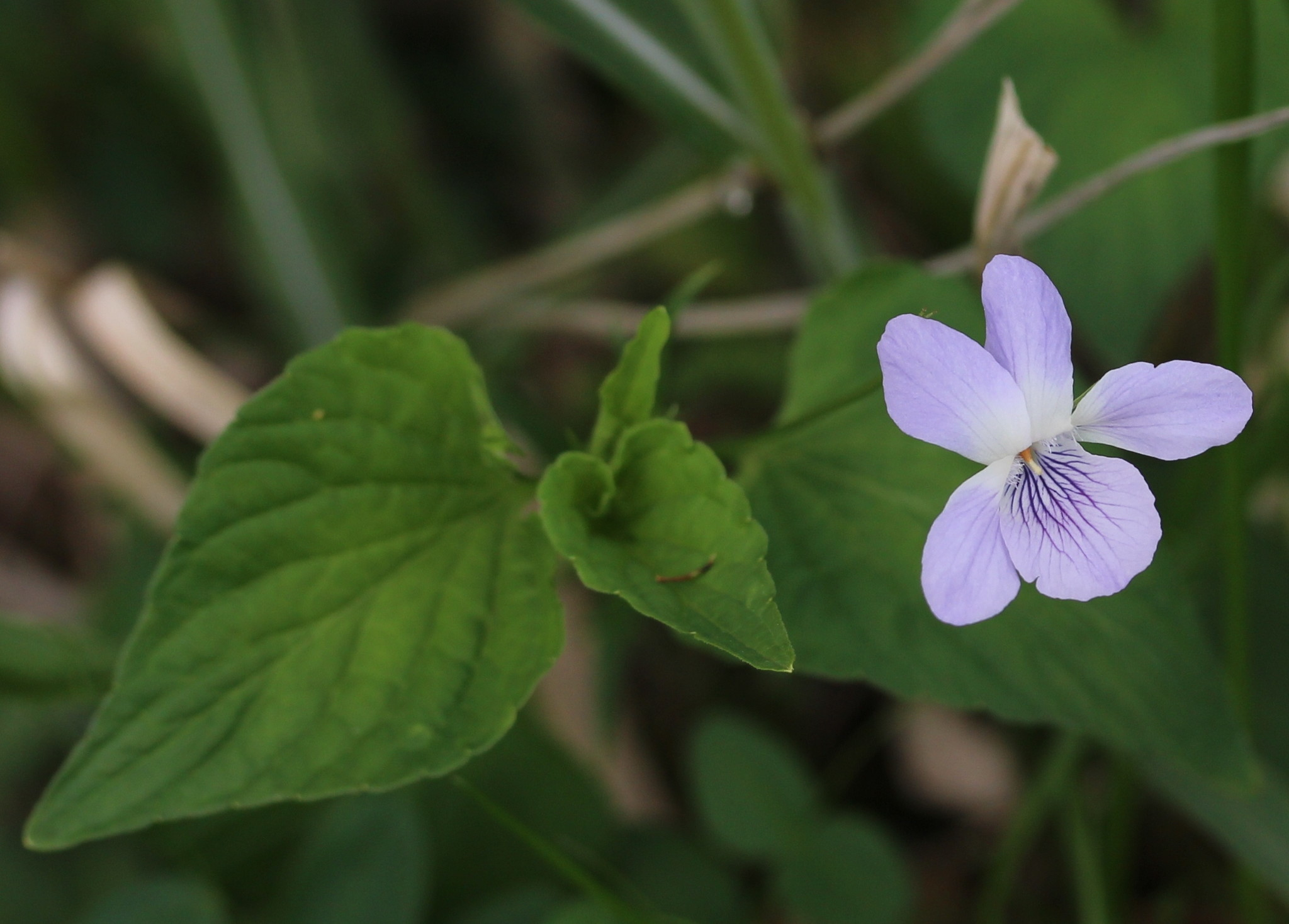
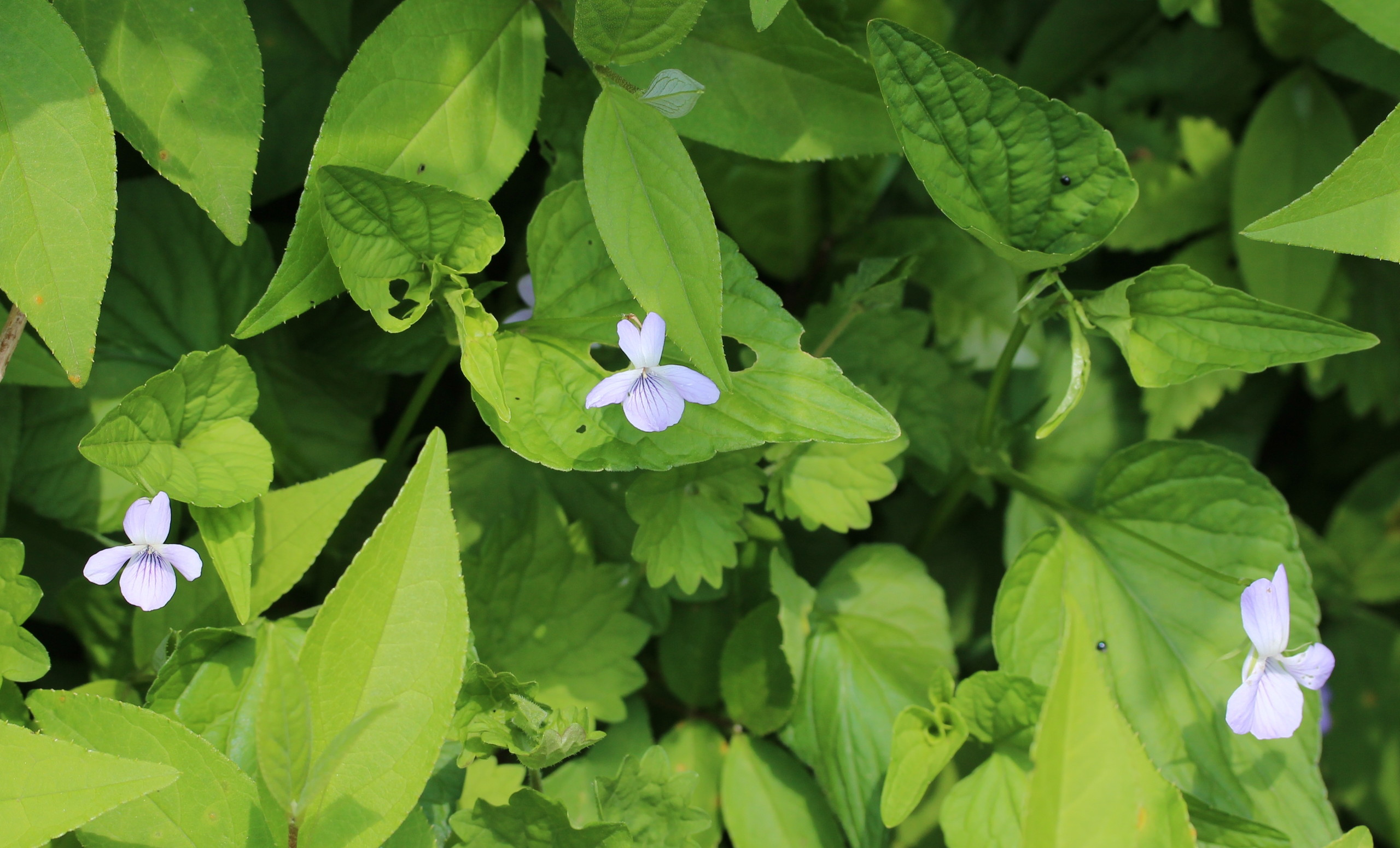